# 约斯塔·耶丁
约斯塔·耶丁（瑞典語：Gösta Gärdin，1923年5月28日—2015年12月12日），瑞典男子现代五项运动员。他曾代表瑞典参加1948年夏季奥林匹克运动会现代五项比赛，获得男子个人铜牌。